# HD97411
HD97411 — подвійна зоря. 
Ця подвійна система має видиму зоряну величину в смузі V приблизно 6,6.
Вона розташована на відстані близько 478,9 світлових років від Сонця.

## Подвійна зоря
Головна зоря цієї системи належить до хімічно пекулярних зір й має спектральний клас B9.
В той же час спектральний клас іншої компоненти залишається  ще не визначеним.

## Фізичні характеристики
Зоря HD97411 обертається 
порівняно повільно 
навколо своєї осі. Проєкція її екваторіальної швидкості на промінь зору становить  Vsin(i)= 33км/сек.